# 埃莉萨·霍洛派宁
埃莉萨·霍洛派宁（芬蘭語：Elisa Holopainen，2001年12月27日—），芬兰女子冰球运动员，场上位置是前锋。她曾代表芬兰参加2022年冬季奥林匹克运动会冰球比赛，获得一枚铜牌。